# Chen Xiaodong
Chen Xiaodong (陈晓冬S, Chén XiǎodōngP; Shanghai, 11 gennaio 1988) è una schermitrice cinese.

## Carriera
Ai Campionati mondiali di scherma 2009 ad Adalia ha conquistato la medaglia di bronzo nella gara di sciabola a squadre.

## Palmarès
- Mondiali di scherma

Adalia 2009: bronzo nella sciabola a squadre.